# ماریگولد (فیلم ۲۰۰۷)
ماریگولد (به انگلیسی: Marigold) فیلمی محصول سال ۲۰۰۷ و به کارگردانی ویلارد کارول است. در این فیلم بازیگرانی همچون سلمان خان، الی لارتر، سیمونه سینگ، ناندانا سن، ایان بوهن، هلن، ویکاس بهالا، گلشن گروور، کاترین فولوپ ایفای نقش کرده‌اند.